# Werner Senftleben
Werner Senftleben (* 16. Februar 1925 in Berlin; † 6. Oktober 2007 in Schildow) war ein deutscher Schauspieler und Sprecher für Funk und Synchron.

## Leben und Karriere
Werner Senftleben besuchte von 1948 bis 1950 die Berliner Schauspielschule Schneider-Wienecke und startete anschließend seine Laufbahn als Darsteller an einer Bühne in Bernburg, gefolgt von weiteren Stationen, bis er im Jahr 1965 wieder in seine Heimatstadt zurückkehrte. Hier arbeitete er kurzzeitig für das Hans-Otto-Theater. Später war er fast 30 Jahre lang festes Ensemblemitglied an der Volksbühne Berlin.
Als Schauspieler vor der Kamera wirkte Senftleben in seiner rund fünf Jahrzehnte lang andauernden Karriere von 1955 bis zum Jahr 2004 in mehr als 140 Film-und-Fernsehproduktionen mit, darunter in zahlreichen DEFA-Spielfilmproduktionen und in Fernsehserien des Deutschen Fernsehfunks, wobei er oftmals Nebenrollen spielte.
Daneben arbeitete Senftleben auch als Sprecher für den Funk und für den Synchron und lieh u. a. Miloš Kopecký in der tschechoslowakischen Fernsehserie Das Krankenhaus am Rande der Stadt und James Stewart in Der Fremde im Regenwald seine Stimme.

## Filmografie (Auswahl)
- 1957: Betrogen bis zum jüngsten Tag
- 1957: Schlösser und Katen
- 1957: Gejagt bis zum Morgen
- 1958: Geschwader Fledermaus
- 1958: Das Lied der Matrosen
- 1958: Der Prozeß wird vertagt
- 1959: Verwirrung der Liebe
- 1959: Kabale und Liebe
- 1959: Eine alte Liebe
- 1959: Spuk in Villa Sonnenschein
- 1960: Blaulicht: Die Butterhexe (Fernsehreihe)
- 1960: Fernsehpitaval: Der Fall Haarmann (Fernsehreihe)
- 1960: Leute mit Flügeln
- 1960: Blaulicht (Fernsehreihe, Folge: Splitter)
- 1961: Das Stacheltier: Ein Pferd müßte man haben (Kurzfilm)
- 1961: Der Fremde
- 1961: Eine Handvoll Noten
- 1961: Vielgeliebtes Sternchen (TV)
- 1962: Auf der Sonnenseite
- 1962: Wohl dem, der lügt (Fernsehfilm)
- 1962: Freispruch mangels Beweises
- 1962: Die Jagd nach dem Stiefel
- 1963: For Eyes Only
- 1963: Die Spur führt in den 7. Himmel (TV-Film in fünf Teilen)
- 1963: Bonner Pitaval: Die Affäre Heyde-Sawade (Fernsehreihe)
- 1964: Das Lied vom Trompeter
- 1965: Die antike Münze
- 1966: Der Staatsanwalt hat das Wort: Am Mozartplatz (TV-Reihe)
- 1966: Pitaval des Kaiserreiches: Die Ermordung des Rittmeisters von Krosigk (TV)
- 1966: Die Jagdgesellschaft (Fernsehfilm)
- 1970: Jeder stirbt für sich allein (Fernsehfilm, 3 Teile)
- 1971: KLK an PTX – Die Rote Kapelle
- 1971: Polizeiruf 110 – Die Schrottwaage (TV-Reihe)
- 1971: Avantgarde (Theateraufzeichnung)
- 1971: Der Staatsanwalt hat das Wort: Handelsrisiko (TV-Reihe)
- 1972: Polizeiruf 110: Verbrannte Spur (TV-Reihe)
- 1973: Polizeiruf 110: Nachttresor (TV-Reihe)
- 1974: Polizeiruf 110: Per Anhalter (TV-Reihe)
- 1974: Das Wunschkind
- 1974: Die Frauen der Wardins (Fernseh-Dreiteiler)
- 1974: Orpheus in der Unterwelt
- 1975: Die Wildente (Theateraufzeichnung)
- 1975: Kriminalfälle ohne Beispiel: Mord im Märkischen Viertel (Fernsehreihe)
- 1976: Frauen sind Männersache (Fernsehfilm)
- 1977: Zur See (Fernsehserie, 1 Folge)
- 1977: Du und icke und Berlin (TV)
- 1977: Zweite Liebe – ehrenamtlich (TV)
- 1977: Polizeiruf 110: Vermißt wird Peter Schnok (TV-Reihe)
- 1979: Der Menschenhasser (Theateraufzeichnung)
- 1979: Abschied vom Frieden (TV-Mehrteiler)
- 1980: Oben geblieben ist noch keiner (TV)
- 1980: Unser Mann ist König (TV-Serie)
- 1981: Doppelt gebacken
- 1982: Rächer, Retter und Rapiere (TV-Serie)
- 1983: Polizeiruf 110: Es ist nicht immer Sonnenschein (TV-Reihe)
- 1983: Unser bester Mann
- 1983: Märkische Chronik (Fernsehserie)
- 1984: Front ohne Gnade (TV-Serie)
- 1984: Ferienheim Bergkristall: Mach mal’n bißchen Dampf (TV)
- 1985: Ferienheim Bergkristall: Ein Fall für Alois (TV)
- 1986: Schauspielereien (Fernsehserie, 1 Folge)
- 1987: Der Schulweg
- 1988: Der Vogel
- 1989: Ferienheim Bergkristall: Alles neu macht der May (TV)
- 1990: Klein, aber Charlotte (Fernsehserie)
- 1990: Barfuß ins Bett (Fernsehserie)
- 1991: Aerolina (Fernsehserie)
- 1991: Der Staatsanwalt hat das Wort: Bis zum bitteren Ende (TV-Reihe)
- 1991: Feuerwache 09 (Fernsehserie)
- 1995: Polizeiruf 110: Bruder Lustig (TV-Reihe)
- 1998–2004: Der letzte Zeuge (Fernsehserie, 2 Folgen, verschiedene Rollen)
- 1999: Der Landarzt (Fernsehserie, 1 Folge)
- 2001: Zwei in einem (Kurzfilm)

## Hörspiele
- 1975: Erik Knudsen: Not kennt kein Gebot oder der Wille Opfer zu bringen (Vorsitzender der Untersuchungskommission) – Regie: Peter Groeger (Hörspiel – Rundfunk der DDR)
- 1975: Anatoli Grebnjew: Szenen aus dem Leben einer Frau (Boris Timofejewitsch) – Regie: Peter Groeger (Hörspiel – Rundfunk der DDR)
- 1977: Rudolf Elter: Die Kronzeugin (Herrenstedt) – Regie: Fritz-Ernst Fechner (Hörspiel – Rundfunk der DDR)
- 1981: Peter Gauglitz: Drei Schweizer Uhren (Kommissar Schneider) – Regie: Wolfgang Brunecker (Hörspielreihe: Fälle des Kriminalanwärters Marzahn, Nr. 1 – Rundfunk der DDR)
- 1982: Adolf Glaßbrenner: Herr Buffey macht einen Ausflug (Zweiter Mann) – Regie: Werner Grunow (Hörspiel – Rundfunk der DDR)
- 1984: Peter Gauglitz: Feuer bitte (Kommissar Schneider) – Regie: Edith Schorn (Hörspielreihe: Fälle des Kriminalanwärters Marzahn, Nr. 5 – Rundfunk der DDR)
- 1984: Peter Gauglitz: Chesterfield (Kommissar Schneider) – Regie: Joachim Gürtner (Hörspielreihe: Fälle des Kriminalanwärters Marzahn, Nr. 10 – Rundfunk der DDR)
- 1986: Ilija Popovski: Wie Jovan ein Held wurde (Bauer, Bojar, Schweinehirt) – Regie: Ingeborg Medschinski (Kinderhörspiel – Rundfunk der DDR)
- 1987: Michail Bulgakow: Die letzten Tage (Saltykow) – Regie: Ingeborg Medschinski (Hörspiel – Rundfunk der DDR)
- 1987: Jacob Grimm/Wilhelm Grimm: Drosselbart – Regie: Maritta Hübner (Kinderhörspiel – Rundfunk der DDR)
- 1987: Katrin Lange: Die Brandstifterin (Bartel) – Regie: Werner Grunow (Hörspielreihe Tatbestand, Nr. 35 – Rundfunk der DDR)
- 1987: Manfred Müller: Die wunderbare Ziege (Sulakshana) – Regie: Manfred Täubert (Kinderhörspiel – Rundfunk der DDR)
- 1987: Wilhelm Raabe: Die Chronik der Sperlingsgasse (Wacholder) – Regie: Manfred Täubert (Kinderhörspiel (2 Teile) – Rundfunk der DDR)
- 1988: Veit Stiller: Feuerwehrvergnügen (Jürgen Kube) – Regie: Detlef Kurzweg (Kurzhörspiel aus der Reihe: Waldstraße Nummer 7 – Rundfunk der DDR)
- 1988: Joachim Goll: Geschenkt ist geschenkt (Karl) – Regie: Werner Grunow (Hörspiel – Rundfunk der DDR)
- 1988: Carlos Cerda: Kein Reisender ohne Gepäck (Männerstimme) – Regie: Fritz Göhler (Hörspiel – Rundfunk der DDR)
- 1988: Stephan Göritz: Schluß der Vorstellung (Foucher) – Regie: Bert Bredemeyer (Kriminalhörspiel – Rundfunk der DDR)
- 1990: Rita Herbst: Eine schrecklich nette Person (Nagler) – Regie: Detlef Kurzweg (Kriminalhörspiel/Kurzhörspiel – Rundfunk der DDR)
- 1991: Gerhard Rentzsch: Szenen aus deutschen Landen, eingeleitet und mit Zwischenberichten versehen über die Reise eines Mannes mit Pappkarton – Regie: Walter Niklaus (Hörspielreihe: Augenblickchen Nr. 4 – DS Kultur/BR)
- 1991: Paul Zech: Das trunkene Schiff (Alter) – Regie: Wolfgang Rindfleisch (Hörspiel – Funkhaus Berlin)
- 1993: Renate Görgen: Vom Melken oder Die Sinnlich-übersinnlichen Abenteuer des Walter Wolkenstein – Regie: Ursula Weck (Hörspiel – DS Kultur)